# Carlota Bustelo
Pour les articles homonymes, voir Bustelo.
Carlota Bustelo García del Real, née à Madrid le 1er novembre 1939, est une femme politique espagnole. Elle est l'une des personnalités historiques du féminisme et du socialisme en Espagne. 

## Biographie
Issue d'une famille progressiste, elle reçoit une éducation basée sur les principes de l'Institution Libre d'Enseignement. Elle est la sœur de Francisco et de Carlos Bustelo et la cousine de Leopoldo Calvo-Sotelo[réf. souhaitée]. 
Durant la dictature, elle s'exile en France. Elle épouse en 1960 le militant socialiste Juan Manuel Kindelán à Saint-Jean-de-Luz, puis s'installe à Paris où vit son frère Francisco Bustelo. Elle décroche le certificat d'études politiques de l'Institut d'Etudes politiques de Paris, puis devient professeure d'espagnol à Metz. De retour à Madrid, en 1965, elle se rapproche des associations de femmes et des organisations militantes socialistes. 
Diplômée en Sciences Politiques de l'Université Complutense de Madrid et engagée dans le socialisme espagnol depuis la fin des années 50, elle rejoint le PSOE, en 1974, à l'âge de 35 ans. Elle participe à la création du Frente de Liberación de la Mujer.
Elle est élue députée de Madrid du PSOE aux élections générales de 1977. Elle défend notamment la légalisation de la contraception et l'égalité femmes-hommes. 
Au scrutin suivant, en 1979, elle refuse de faire partie de la liste pour protester contre la décision par la PSOE de ne pas présenter au moins 15% de femmes aux élections.
En 1981, elle participe à l'élaboration de la Loi du Divorce du 22 juin 1981 du ministre de la Justice Francisco Fernández Ordóñez, avec d'autres personnalités féministes comme Ana María Pérez del Campo.
En 1983, elle devient la première directrice de l'Instituto de la Mujer. 
De 1985 à 1996, elle est membre de la Convention sur l'élimination de toutes les formes de discrimination à l'égard des femmes des Nations unies[réf. souhaitée]. 
En 1988, elle est nommée sous-secrétaire du ministère des Affaires sociales, dirigé par Matilde Fernández.
Elle est depuis considérée comme l'une des grandes figures du féminisme espagnol contemporain.

## Ouvrages
- 1977: Reflexiones sobre mujer y feminismo
- 1979: Una alternativa féminista[12]
- 1991: Prologue du livre Las mujeres de los 90 de Josep María Riera, Josep María Riera Mercader et Elena Valenciano; Éditions Morata.